# Komory (województwo zachodniopomorskie)
Komory (do 1945 niem. Kiefstücken) – wieś w Polsce położona w województwie zachodniopomorskim, w powiecie koszalińskim, w gminie Będzino.